# Michel Gaulin
 (décembre 2017).
Si vous disposez d'ouvrages ou d'articles de référence ou si vous connaissez des sites web de qualité traitant du thème abordé ici, merci de compléter l'article en donnant les références utiles à sa vérifiabilité et en les liant à la section « Notes et références ».
Michel Gaulin est universitaire, critique littéraire et traducteur littéraire.

## Biographie
Spécialiste des rapports entre la littérature et la pensée, tant en littérature française de l'âge classique qu'en littérature canadienne-française des XIXe et XXe siècles, Michel Gaulin collabore à la revue Lettres québécoises depuis 1988 et, depuis 1998, est membre de la Société Charlevoix, un regroupement d'universitaires qui se consacrent à des travaux sur l'Ontario français.

## Œuvres
- L'aventure des lettres. Pour Roger Le Moine, actes de colloque dirigé en collaboration avec Pierre-Louis Vaillancourt, Éditions David (1999)

Traductions
- Places d'Armes, roman, Éditions XYZ (2009)
- La voie maritime du Saint-Laurent. Cinquante ans et l'avenir à nos portes, beau livre historique, Penumbra Press (2009)
- Saisi dans la pierre : le passé du Canada en sculptures, livre d'art, Penumbra Press (2003)
- Marrakech, roman Québec Amérique